# 伊賀越え
伊賀越え（いがごえ）は、畿内より東国へ行く際に伊賀国（現在の三重県西部）を経由して行くことを指す。「伊賀越奈良道#伊賀街道」参照。
歴史上の事件としては、徳川家康の本能寺の変後の逃亡に使用されたことが著名である。家康は後に江戸幕府を開き、没後に東照宮#贈東照大権現として神に祀られて「神君」と呼ばれたことから、江戸時代に「神君伊賀越え」と称された（ただし、伊賀国はわずかしか経由していないという説もある）。
本項では、後者を主に解説する。

## 神君伊賀越え

### 概要
天正10年6月2日（1582年6月21日）未明、本能寺の変で織田信長が明智光秀軍に殺害された。信長の同盟者であった徳川家康は堺（現・大阪府堺市）に投宿していたが、変の報に際して取り乱し、一度は、明智軍の支配下にある京都に上り、松平氏（徳川に改める前の家康の姓）にゆかりのある知恩院（浄土宗鎮西派総本山）に駆け込んで「追腹」を切ると主張した。しかし本多忠勝を始めとする家臣たちに説得されて、本領である三河国（現在の愛知県東部）への帰還をめざした。

### 経路
家康の三河への帰還については『石川忠総留書』や『家忠日記』から堺を出立したのが6月2日、三河に帰還したのが同月4日深夜から5日未明にかけてである。しかし、一次史料が極めて少なく、その間の所要日数やルートに様々な違いがあり複数の見解がある。
『石川忠総留書』は家康の随行者からの聞き書きによるもので主要経過地などが記されている。
- 家康は堺の松井友閑屋敷から京都へ上洛する途中で、河内国飯盛山付近で京都から来た茶屋四郎次郎に本能寺の変で織田信長が横死したことを知らされた[4]。河内国四條畷（現・大阪府四條畷市）からわずかの供回りを連れて、まず現・京都府京田辺市興戸の木津川の渡しに行くが、家康らを疑い距離を取っていた穴山信君一行が落ち武者狩りに襲われ殺された[5]。山城国宇治田原（現・京都府宇治田原町)で土豪山口甚介の館（宇治田原城）に宿泊し、3日は、宇治田原から近江国甲賀小川（現・滋賀県甲賀市）で土豪多羅尾光俊（山口甚介の父）の館に宿泊する[6]。
- なお、従来、近江国小川での滞在先は家康の警護に当たった多羅尾氏の持つ山城（小川城）とされていたが、元禄9年（1696年）に江戸幕府が全国の浄土宗寺院に提出させた『浄土宗寺院由緒書』を基にした増上寺の『増上寺史科集』及び知恩院の『浄土宗全書』に記述があることが明らかとなり、近江国小川での滞在先は小川城ではなく妙福寺（現存せず）であるとの説も出た[7]。
- 『石川忠総留書』によると6月4日は信楽の小川館から神山へと向かい、桜峠を越えて伊賀に入って丸柱に至り、柘植（現・三重県伊賀市）を経て、さらに加太越から伊勢に入ったとしている（6月5日は海路）[2]。

小川館からのルートについて『石川忠総留書』は桜峠越えをとるが、『徳川実紀』（御斎峠越え）や『戸田本三河記』（甲賀越え）のように異なるルートをとるものがある。
- 『徳川実紀』は小川館から南へ向かう「御斎越え」のルートを採用している（6月4日は御斎峠（音聞峠）を経由して伊賀の丸柱に入ったとしている）[2]。これに対して、三河への最短路でないうえ、織田方への恨みが深い伊賀国内での滞在が長くなる御斎峠経由に否定的な見解が、現在の歴史学界では多い。江戸時代初期に石川忠総がまとめた『留書』に基づく桜峠越え説が有力である[1]。
- 『戸田本三河記』は小川館から北へ向かって「甲賀越え」を行い勢州関に入ったとしている（信楽から油日を通って伊賀の柘植に入る）[2]。

以降は伊賀国柘植（現・三重県伊賀市）を経て、加太峠で一揆に襲われたが山口定教率いる甲賀郷士が追い払い、伊勢国長太（なご、現・三重県鈴鹿市）で乗船し、伊勢湾を横断して三河国大浜(現・愛知県碧南市)にたどり着き、三河国岡崎城（現・愛知県岡崎市）へ帰還した。
通説では京都府や滋賀県を経由して三重県伊賀市を越えるルートを通るが、これとは異なる大和越えの説（竹内峠を通って大和国に入り奈良県東吉野村の高見峠から北上したとする説や、奈良県橿原市から北上して木津川沿いに向かったとする説など）もある。この大和国を通る南ルートは昭和40年代に「妄説」とされたが、2020年代の一次史料による検証で再び注目を集めた。
藤田達生（三重大学教授）は伊賀をなるべく避け、甲賀地方の和田から伊賀の柘植へ入ったとする見解を示す。御斎峠は下りの傾斜が厳しく、桜峠は見晴らしがよく織田方に敵意を抱く伊賀衆に見つかりやすいため逃避行に向かないことや、家康が和田定教に送った道案内を謝する起請文、さらに家康を助けた割には江戸時代初期まで伊賀出身者の待遇が厚くないことを論拠に挙げる。藤田によると、服部半蔵ら伊賀者が家康を助けて召し抱えられたという逸話は『伊賀者由緒書』で登場する。これは伊賀者の地位向上運動と、彼らを御庭番に組み入れつつあった当時の江戸幕府第8代将軍徳川吉宗の意向があったと推測する。「神君伊賀越え」「生涯第一の艱難」という表現は、さらに後代の天保年間に編纂された『徳川実紀』で使われるようになった。

### 供廻
当時、家康に随行していた供廻は、以下の僅か34名であった。
- 酒井忠次
- 石川数正
- 本多忠勝
- 井伊直政
- 榊原康政
- 本多正盛
- 石川康通
- 服部正成
- 高木広正
- 大久保忠隣
- 菅沼定政
- 久野宗朝
- 本多信俊
- 阿部正勝
- 牧野康成
- 三宅正次
- 高力清長
- 大久保忠佐
- 渡辺守綱
- 森川氏俊
- 酒井重勝
- 多田三吉
- 花井吉高
- 鳥居お松[14]
- 内藤新五郎
- 都筑亀蔵
- 松平玄成
- 菅沼定利
- 永井直勝
- 永田瀬兵衛
- 松下光綱
- 都筑長三郎
- 三浦おかめ[14]
- 青木長三郎

家康本人、徳川四天王など徳川家の重鎮が揃っており、光秀の配下や一揆等に襲われていたら徳川家への大打撃は必至であった。『藩翰譜』や『参州一向宗乱記』に三浦お亀は三浦正次の幼名亀千代だとあるが、三浦正次は伊賀越え当時生まれていない。

### 道中
少数だが、酒井忠次、石川数正、本多忠勝の歴戦の武将もいる家康配下が、落ち武者狩りの一揆を脅したり、時には家康が籠絡用に家臣に配分した金品を与えたりして通過した。大浜に到着した家康を迎えた松平家忠は、一行が雑兵200人ほどを討ち取ったという話を日記に記している。
家康主従には、堺見物の案内役であった織田家中の長谷川秀一、西尾吉次、それと家康とともに上洛していた穴山信君の一行も同行していた。堺に偶然に居合わせた佐久間安政は土地鑑があり家康に加勢し逃走を助けたという。長谷川秀一は一行脱出経路の決定や大和国（現在の奈良県）、近江国の国衆への取り次ぎを行うなど伊賀越えの成功に貢献し、安全圏の尾張国熱田まで家康一行に同行して逃げ、無事窮地を脱した。吉次は、無事に伊賀越えを成し遂げた後そのまま家康の家臣になった。他方、多額の金品を所持して家康らと距離を置いていた穴山信君は一揆の襲撃により、切腹したとも家康と別行動を取ったところを殺害されたとの2説ある。
また、伊勢国から三河国大浜までの船を手配して、家康や供廻の帰還を助けた伊勢商人の角屋七郎次郎秀持は、慶長5年9月10日（1600年10月16日）、家康より「汝の持ち船は子々孫々に至るまで日本国中、いずれの浦々へ出入りするもすべて諸役免許たるべし」と喜ばれ、廻船自由の特権を与えられた。

## 創作
- 仁志耕一郎『玉繭の道（たままゆのみち）』（朝日新聞出版 2013年）- 「伊賀越え」を題材にした小説。
- 富野由悠季「正体を見る」（1995年）- サンライズ制作のテレビアニメ『闇夜の時代劇』の一編[23]。